# Ketzerbach (Elbe)
Der Ketzerbach ist ein Bach im sächsischen Landkreis Meißen.
Er entspringt auf dem Gemeindegebiet von Nossen nahe der Ortschaft Katzenberg in 284 m ü. M. Auf seinem Lauf nach Westen passiert der Bach das Dorf Ilkendorf. Der Ketzerbach umfließt die Radewitzer Höhe (304,7 m) südlich und westlich. Dabei führt sein Lauf zwischen den Nossener Ortsteilen Wolkau und Saultitz hindurch und wendet beim Ortsteil Starbach nach Nordosten. Anschließend passiert der Ketzerbach die (ebenfalls Nossener) Ortsteile Kreißa, Oberstößwitz, Pinnewitz und Ziegenhain. Weitere Orte am Bachlauf sind Graupzig und Neugraupzig, Eulitz, Leuben, Neumühle, Wahnitz, Mertitz, Zöthain, Daubnitz, Wachtnitz, Prositz, Piskowitz und Schieritz. Der Ketzerbach mündet schließlich nach 29,5 km in Zehren in die Elbe.
Der Unterlauf des Baches von Zöthain bis zur Mündung in die Elbe wurde in der Vergangenheit stark begradigt.
Zwischen Starbach und Wahnitz südlich von Lommatzsch führt die Bahnstrecke Riesa–Nossen durch das Ketzerbachtal. Zudem verlief von 1909 bis 1972 auch die Schmalspurbahn Wilsdruff–Gärtitz durch einen Talabschnitt.
Der Bach war Namensgeber für die zwischenzeitlich aufgelöste Gemeinde Ketzerbachtal und die nicht mehr existente Verwaltungsgemeinschaft Ketzerbachtal.

## Zuflüsse
- Reißigbach (l) bei Ilkendorf
- Starbach (l) bei Starbach
- Kelzgebach (l), 9,3 km bei Höfgen
- Schänitzer Wasser (bzw. Leippenbach) (r) bei Ziegenhain
- Dreißiger Wasser (l), 8,2 km in Leuben
- Churschützer Bach (l) bei Leuben
- Käbschützer Bach (r) 9,5 km bei Zöthain
- Zscheilitzwasser (l) in Piskowitz
- Grutschenbach (r) 4,6 km bei Zehren